# Jurō Kobayashi
Jurō Kobayashi (japanska: 小林寿郎?, Kobayashi Jurō), född 1949 i Kumamoto, är en japansk astronom.
Minor Planet Center listar honom under namnet J. Kobayashi och som upptäckare av 2 asteroider.
Asteroiden 6022 Jyuro är uppkallad efter honom.

## Lista över upptäckta mindre planeter och asteroider
| 9993 Kumamoto | 6 november 1997 |
| 21254 Jonan   | 24 januari 1996 |